# Závažná Poruba
Závažná Poruba (węg. Németporuba) – wieś (obec) na Słowacji w kraju żylińskim, w powiecie Liptowski Mikułasz.
Pierwsze wzmianki o miejscowości pochodzą z 1263 roku.
Według danych z dnia 31 grudnia 2016, wieś zamieszkiwało 1281 osób, w tym 646 kobiet i 635 mężczyzn.
W 2001 roku rozkład populacji względem narodowości i przynależności etnicznej wyglądał następująco:
- Słowacy – 98,88%
- Węgrzy – 0,08%
- Czesi – 0,72%
- pozostali/nie podano – 0,32%,

natomiast w 2011 roku przedstawiał się on tak:
- Słowacy – 97,65%
- Czesi – 0,73%
- Polacy – 0,08%
- Rosjanie – 0,08%
- Morawianie – 0,40%
- pozostali – 0,16%
- nie podano – 0,89%

Ze względu na wyznawaną religię struktura mieszkańców kształtowała się w 2001 roku następująco:
- Katolicy rzymscy – 13,76%
- Ateiści – 20,24%
- Kalwiniści – 0,08%
- Husyci – 0,08%
- Grekokatolicy – 0,08%
- Luteranie – 62,64%
- Metodyści – 0,16%
- Świadkowie Jehowy – 0,96%
- zbory chrześcijańskie – 0,08%
- pozostali – 0,16%
- nie podano – 1,76%,

natomiast w 2011 roku prezentowała się tak:
- Katolicy rzymscy – 15,53%
- Ateiści – 27,35%
- Prawosławni – 0,24%
- Grekokatolicy – 0,32%
- Luteranie – 51,62%
- Metodyści – 0,40%
- Świadkowie Jehowy – 0,40%
- Adwentyści Dnia Siódmego – 0,08%
- Bahaici – 0,08%
- pozostali – 0,89%
- nie podano – 3,07%

Do wsi dojeżdża miejska komunikacja autobusowa z Liptowskiego Mikułasza.
Na południe od obszaru zabudowy wsi, na północnych stokach masywu Południcy, znajduje się niewielki ośrodek narciarski Opalisko ze schroniskiem o tej samej nazwie (Chata Opalisko), obejmujący dwa wyciągi narciarskie, trzy trasy zjazdowe oraz trasy dla narciarzy biegowych, w części z oświetleniem.
W miejscowości urodził się poeta Milan Rúfus, który został tu także pochowany.